# Технічні колекції Дрездена
Музей «Технічні колекції Дрездена» розташований в одному з найважливіших промислових будинків минулого століття «Ernemannbau».
Засновано в 1966 році при Політехнічному музеї, з метою підтримки технічної освіти. Після перейменування, і перехід до Ernemannbau 1993 року, остаточно сформувалася технічна спрямованість колекцій музею — дослідження та презентації технологій і промислової історії Дрездена та Саксонії. Поточна виставкова площа близько 3000 квадратних метрів і буде продовжена до 6000 кв.м. документи. Представлена історія техніки за останні 150 років з початку промислової революції, з особливим акцентом на історії техніки Дрездена, Саксонія.